# Aeroportul Viñamar
Aeroportul Viñamar (IATA: VAP, ICAO: SCVA) este un aeroport din Provincia Valparaíso, Regiunea Valparaíso, Chile ce deservește zona Casablanca.
Situat la o altitudine de 290 m, aeroportul dispune de o singură pistă.